# Industriemuseum Lauf
Das Industriemuseum Lauf in Lauf an der Pegnitz ist ein Handwerks- und Industriegeschichtsmuseum, das Exponate aus den Jahren 1890 bis 1970 zeigt.

## Geschichte

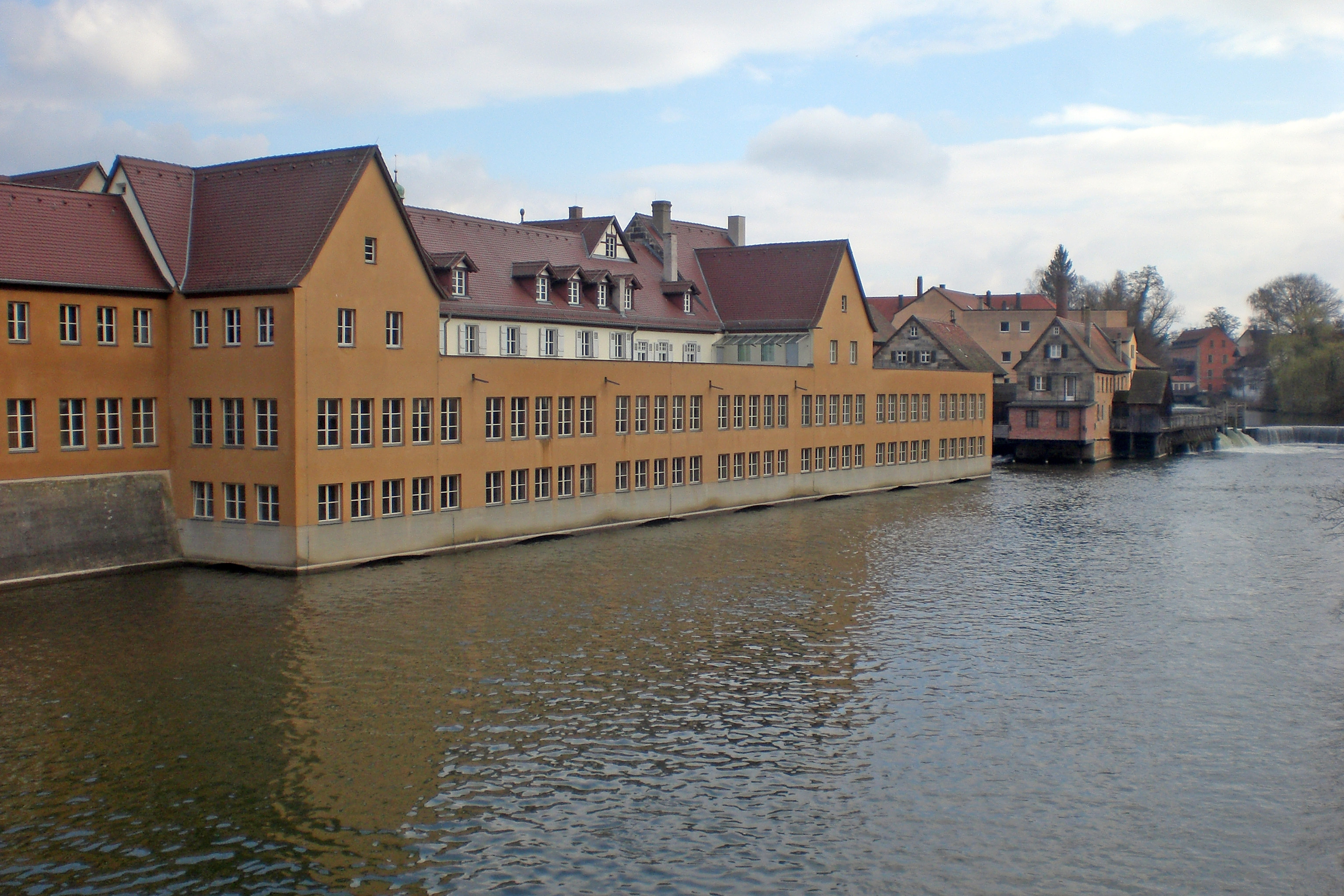
Ventilfabrik (links), dahinter Mühle und Schmiede (2024)

Das Industriemuseum Lauf ist Bestandteil eines historischen Gewerbe- und Industrieviertels unterhalb der Laufer Altstadt. 1992 wurde das Museum in vier Gebäuden eröffnet und 2008 um zehn Gebäude einer ehemaligen Ventilfabrik erweitert.

## Ausstellung
Das Museum zeigt das Leben und Arbeiten städtischer Arbeiter und Handwerker von etwa 1890 bis etwa 1970. Neben der historischen Technik wird auch das soziale Umfeld und die Lebenssituation der Stadtbevölkerung dargestellt.
Den Besucher erwartet ein Rundgang durch vier Bereiche. Zur Frühindustrie gehören Eisenhammerwerk und Getreidemühle sowie ein
kleines Elektrizitätswerk, alle mit Wasserradantrieb.
Die Abteilung Handwerk und Gewerbe beherbergt Frisörsalon, Schirm- und Hutwerkstatt, Schusterwerkstatt, Flaschnerei und eine Drogerie.
Im Bereich Wohnen vermitteln zwei komplette Wohnungen, eine davon auf den Anfang des 20. Jahrhunderts datiert, die zweite aus der „Nierentischzeit“ stammend einen Eindruck von der sich ändernden Wohnwelt.
Der vierte Bereich befasst sich mit der Hochindustrie. Neben einer Tandem-Dampfmaschine aus dem Jahre 1902 spiegelt die ehemalige Ventilfabrik Dietz & Pfriem die Entwicklung ab dem Ersten Weltkrieg mit Schwerpunkt auf den Zeitraum von 1930 bis in die 1960er Jahre. Zu den weitgehend im Originalzustand erhaltenen Fabrikräumen gehören Stahllager, Fertigungsräume (Gesenkschmiede, Dreherei und Schleiferei), Packerei, Ventillager und Sozialräume.

## Gebäude

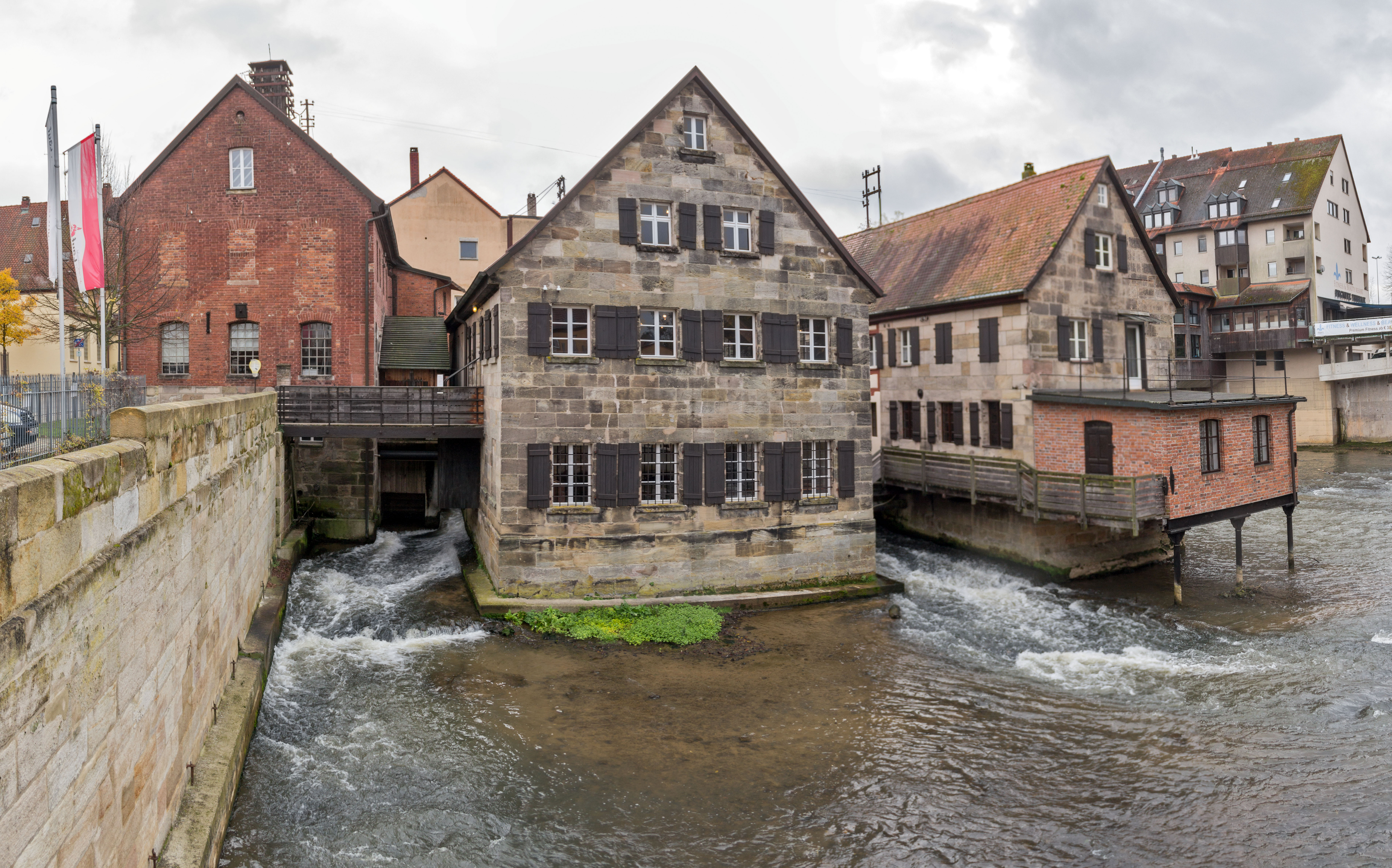
Das Mühlen-Ensemble

Alle Gebäude des Museums stehen am ursprünglichen Standort am Fluss, einige stammen im Kern aus dem 16. Jahrhundert. Vier große Wasserräder aus der Zeit um 1900 sind erhalten. Das jüngste Gebäude, der „Wasserbau“ der Ventilfabrik, wurde 1936/37 errichtet. Da der Baubestand seither nicht mehr verändert wurde, zeigt er den Zustand der Fabrik in den 1930er Jahren. Der ganze Baukomplex steht einschließlich der originalen Ausstattung unter Denkmalschutz und stellt ein industriegeschichtliches Kulturdenkmal in Bayern dar.

## Programm
Im Museum selbst finden regelmäßige Wechselausstellungen und Sonderveranstaltungen statt. Bekannt sind die jährlich stattfindenden Laufer Dampfmodelltage, eine Ausstellung von rund 300 historischen oder selbst gebauten Dampfmodellen, -motoren, -eisenbahnen und -schiffen, in Zusammenarbeit mit den Dampffreunden Nürnberg. Für alle Altersgruppen bietet das Industriemuseum Lauf museumspädagogische Aktionen und Führungen. Mühle, Schmiede, Wasserräder und Dampfmaschine können an bestimmten Tagen in Betrieb erlebt werden.

## Bildergalerie

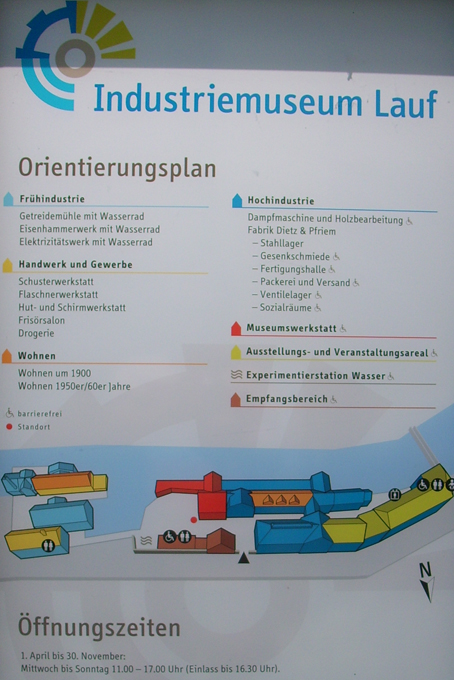
Plakathinweis
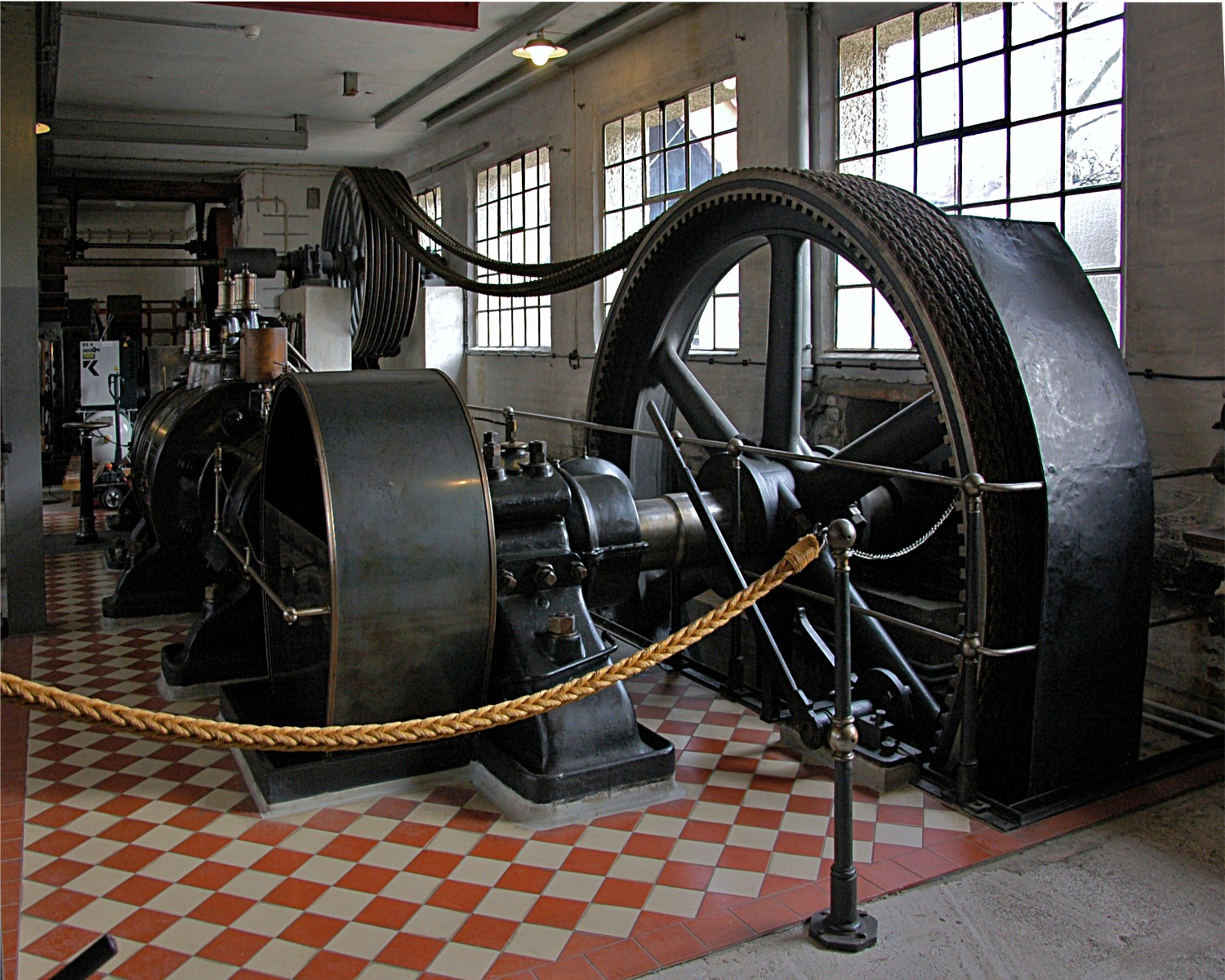
Tandem-Dampfmaschine der Fa. Döring
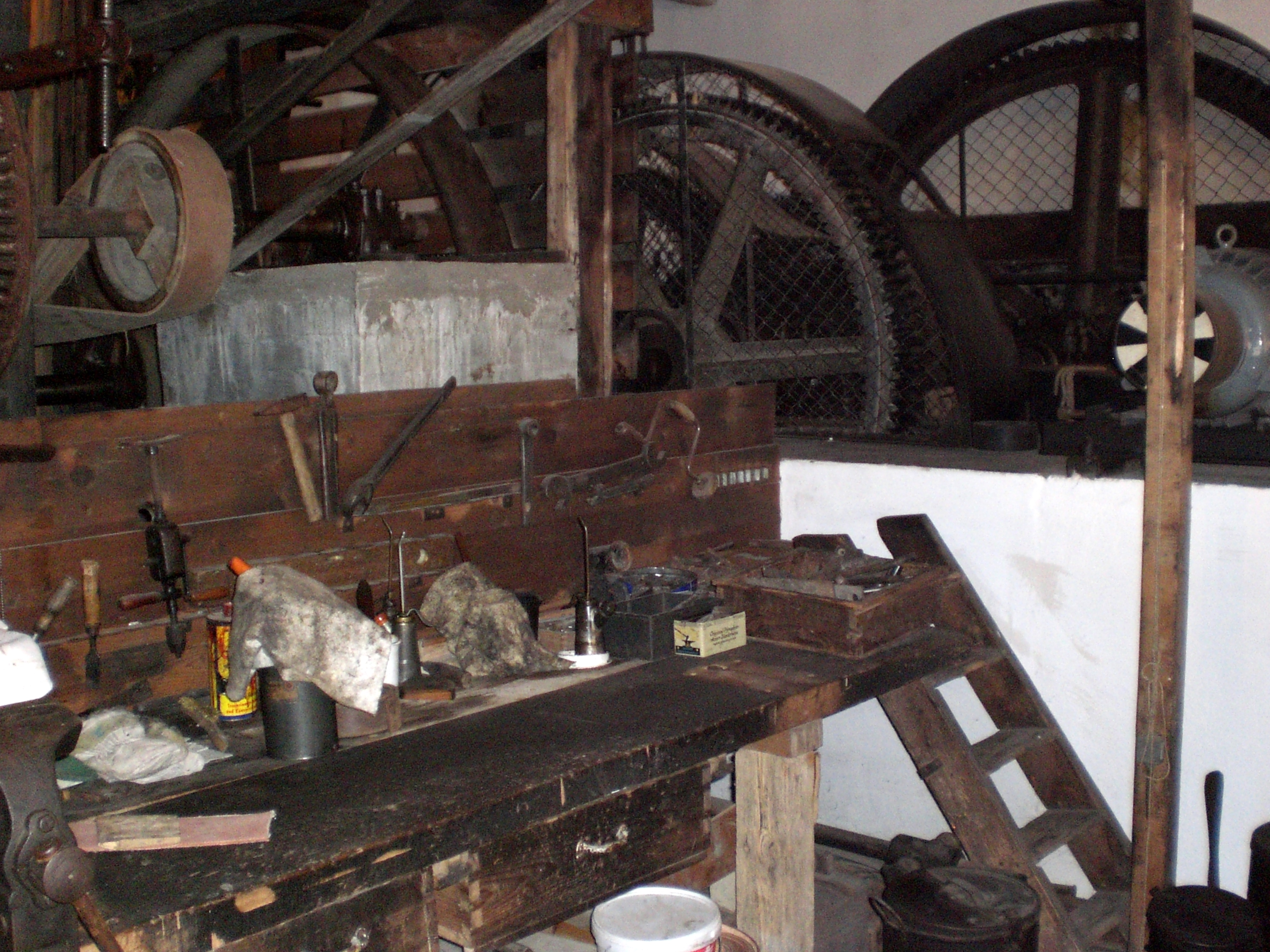
Mühlenwerkstatt